# Lijst van burgemeesters van Giethoorn
Dit is een lijst van burgemeesters van de voormalige Nederlandse gemeente Giethoorn in de provincie Overijssel tot 1 januari 1973. In dat jaar vormden Blokzijl, Giethoorn, Vollenhove en Wanneperveen de nieuwe gemeente Brederwiede. Op 1 januari 2001 werd Brederwiede deel van de gemeente Steenwijk, die vanaf 1 januari 2003 Steenwijkerland wordt genoemd.
Van 1811 tot 1825 werd de functie van burgemeester in Giethoorn maire respectievelijk schout genoemd. Vanaf 1825 werd de term burgemeester geformaliseerd.
| Ambtsperiode | Naam burgemeester                    | Partij of stroming | Bijzonderheden                                                                              |
| ------------ | ------------------------------------ | ------------------ | ------------------------------------------------------------------------------------------- |
| 1811 - 1813  | C.F. Kaempff                         |                    | maire                                                                                       |
| 1813 - 1825  | J.C.F. Kaempff                       |                    |                                                                                             |
| 1825 - 1863  | Frederik Cornelis Theodoor Kaempff   |                    |                                                                                             |
| 1863 - 1867  | mr. Wijncko Tonckens                 |                    | werd burgemeester van Elburg                                                                |
| 1867 - 1878  | Hendrik Vos jr.                      |                    |                                                                                             |
| 1878 - 1894  | Willem Karel Verbeek                 |                    |                                                                                             |
| 1894 - 1900  | jhr. Otto van Suchtelen van de Haare |                    | werd burgemeester van Hasselt                                                               |
| 1900 - 1905  | Auke Bontekoe                        |                    | werd burgemeester van Bathmen                                                               |
| 1905 - 1914  | Coenraad Alexander Besier            |                    | werd burgemeester van Stad en Ambt Vollenhove                                               |
| 1914 - 1922  | M. Kuipers                           |                    | werd burgemeester van Diepenveen                                                            |
| 1922 - 1929  | B.P. Hazenberg                       |                    | werd burgemeester van IJsselmonde                                                           |
| 1929 - 1942  | Jan Voetelink                        |                    |                                                                                             |
| 1942 - 1943  | H.W. Dijksma                         |                    | waarnemend                                                                                  |
| 1944 - 1945  | J.M. Wopkes                          |                    | waarnemend                                                                                  |
| 1945         | Jan Schreur jr.                      |                    | waarnemend                                                                                  |
| 1945 - 1948  | Jan Voetelink                        |                    | werd burgemeester van Steenwijk                                                             |
| 1949 - 1968  | Hendrik (H.) van der Goot            | PvdA               |                                                                                             |
| 1968 - 1971  | Cornelis (C.) van der Wolf           | CHU                | waarnemend, tevens burgemeester van Wanneperveen werd burgemeester van Vriezenveen          |
| 1972 - 1973  | Berend (B.) Nauta                    | PvdA               | waarnemend, tevens waarnemend burgemeester van Wanneperveen, was burgemeester van Harlingen |